# Halina Pawlowská

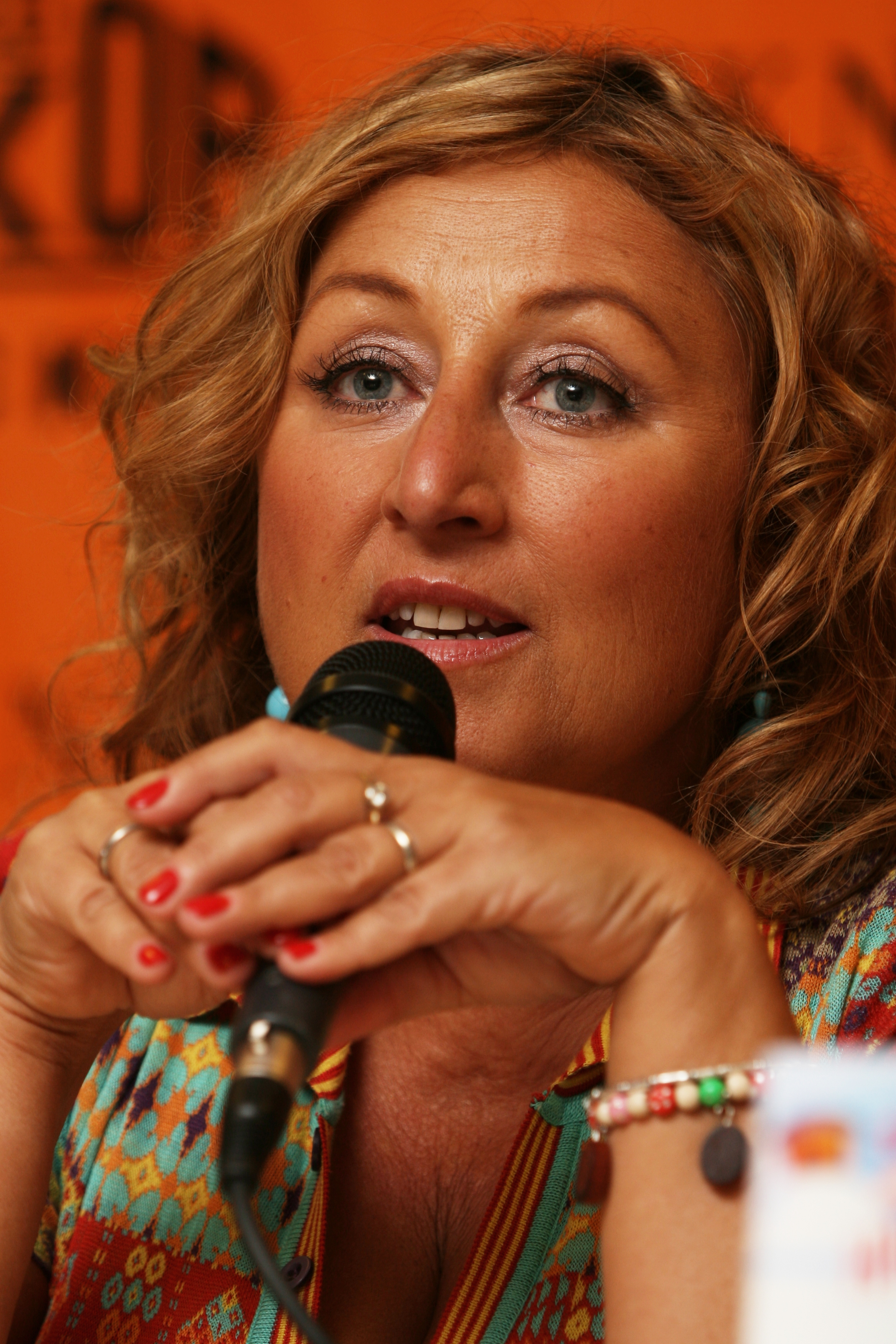
Halina Pawlowská (2008)

Halina Pawlowská (* 21. März 1955 in Prag) ist eine tschechische Schriftstellerin, Dramaturgin, Publizistin und Verlegerin.

## Leben
Die Tochter des aus der Ukraine emigrierten Dichters Vasil Kločurak studierte nach dem Besuch der Sprachschule und des Gymnasiums Dramaturgie an der Prager Film- und Fernsehfakultät der Akademie der Musischen Künste (FAMU).
Seit 1987 wirkte sie in verschiedenen Filmen als Schauspielerin mit. 1988 begann sie ihre Tätigkeit beim Tschechischen Fernsehen in der Abteilung für Unterhaltung. In den 90er Jahren moderierte sie Reiseberichte und Prominentensendungen. Danach war sie sieben Jahre lang Chefredakteurin der wöchentlich ausgestrahlten Sendung Story. Bis 2005 gab sie die Zeitschrift Šťastný Jim heraus, die Herausgabe einer weiteren Zeitschrift, Halina Td, wurde eingestellt.
Für ihre literarische, dramaturgische und publizistische Tätigkeit erhielt sie mehrere Preise, darunter 1994 den Böhmischen Löwen in der Kategorie Bestes Drehbuch und zweimal den Fernsehpreis Týtý für die Sendung des Jahres und ihre Talkshow.

## Werke

### Bücher
- Zoufalé ženy dělají zoufalé věci, 1993; Deutsch: Entnervte Frauen handeln kühn. Übersetzt von Jan-Peter Abraham. Rowohlt, Reinbek 1997. ISBN 3-499-22119-5

- Díky za každé nové ráno, 1994

- Proč jsem se neoběsila, 1994

- Ať zešílí láskou, 1995

- Ó, jak ti závidím, 1995

- Jak být šťastný: dvanáct nemorálních rad, 1996

- Hroši nepláčou, 1996

- Charakter mlčel, a mluvilo tělo, 1997

- Dá-li pánbůh zdraví, i hříchy budou, 1998

- Banánové rybičky, 2000

- Banánové chybičky, 2003

- Tři v háji, 2004

- Záhada žlutých žabek, 2005

- Zanzibar, aneb první světový průvodce Haliny Pawlowské, 2008

- Když sob se ženou snídá, 2009

- Jak blbá, tak širová, 2009

- Velká žena z Východu, 2011
- Strašná Nádhera, 2012

- Pravda o mém muži, 2013
- Ulovila jsem ho v buši, 2014
- Manuál zralé ženy, 2015
- Cesta za láskou, 2016
- Tři metry vášně, 2016
- Zase zoufalé ženy dělají zoufalé věci, 2017
- Díky za fíky, 2018
- Takhle jsem si to teda nepředstavovala, 2019
- Čmelák - Láskyplné povídky, 2020
- Zážitky z karantény, 2020
- Zájezd snů, 2022

### Drehbücher für Film und Fernsehen
- Evo, vdej se!, 1983
- Můj hříšný muž, 1986
- Malé dějiny jedné rodiny, 1988/89 (TV-Serie)
- Vrať se do hrobu!, 1989 (gemeinsam mit Milan Šteindler)
- Díky za každé nové ráno, 1993
- Bubu a Filip, 1996 – TV-Serie
- O mé rodině a jiných mrtvolách, 2011 (TV-Serie)
- Doktoři z Počátků, 2013 (TV-Serie)
- U Haliny v kuchyni, 2014 (TV-Serie)
- Zoufalé ženy dělají zoufalé věci, 2018